# Théo Gmür
Théo Gmür est un skieur handisport suisse, né le 8 août 1996 à Sion (originaire de Haute-Nendaz et du canton de Saint-Gall) dans le canton du Valais en Suisse. Il s'est fait connaître en devenant triple champion paralympique lors des jeux paralympiques de 2018 à Pyeongchang.

## Biographie
Théo Gmür naît le 8 août 1996 à Sion (originaire de Haute-Nendaz et du canton de Saint-Gall). Il est atteint d'une hémiplégie du côté droit due à un accident vasculaire cérébral (AVC) dans son sommeil à l'âge de deux ans. Il apprend à skier à l'âge de 3 ans grâce à son père. Par la suite, en 2011, il se fait également rouler sur les jambes par un bus à Sion,. En 2011, son père se suicide.
Il concourt dans la catégorie debout LW9-1.
En 2015, il subit deux opérations au poignet et à la cheville dans le but d'améliorer son quotidien.
Il est membre du ski club Arpettaz à Nendaz. Les remontées mécaniques de son village lui dédient une cabine.
Théo Gmür est étudiant en sciences du sport à l'école fédérale de sport de Macolin. Il est le premier sportif handicapé à intégrer le cursus sport-étude à Macolin.
En 2019, il porte la flamme olympique des jeux olympiques de la jeunesse de Lausanne.
À la suite d'un pari perdu, il prend part au Grand Raid en 2022,. Il s'est engagé à prendre le départ du trail de Zermatt en cas de médaille aux championnats du monde d'Espot.

## Carrière sportive
Lors des championnats du monde de 2017 à Tarvisio en Italie, il remporte la médaille d'argent du géant après avoir été malade de la grippe les jours précédents la course.
À l'été 2017, il est victime d'une mononucléose. À la fin de l'année 2017, il est désigné newcomer de l'année par Swiss Paralympic.
Lors de la saison 2017-2018, sa première saison complète en coupe du monde, il s'adjuge le globe du géant ainsi que le grand globe du classement général. Durant cette même saison, il remporte ses deux premières courses de coupe du monde. Il est ensuite sélectionné pour participer aux jeux paralympiques de 2018 à Pyeongchang en Corée du Sud où il dispute toutes les épreuves sauf le slalom et vise une médaille. Il rentre finalement de Corée du Sud avec trois médailles d'or obtenues en descente, en super G et en géant. Il est éliminé lors de la première manche du super combiné et fait l'impasse sur le slalom. À son retour, il est accueilli « en héros » dans son village de Nendaz. Il est également élu personnalité valaisanne du mois de mars 2018 puis de l'année 2018. Lors des Swiss Awards de 2018, il est élu sportif handicapé de l'année.
La saison suivante, il se fixe pour objectif d'obtenir un globe de cristal et un titre mondial. Il est sélectionné pour les championnats du monde de Kranjska Gora (Slovénie) et Sella Nevea (Italie) qu'il « n'aborde pas sereinement » en raison du manque de compétition. Il entame ses mondiaux par une médaille d'argent en géant avant de renoncer au slalom. Il remporte ensuite ses deux premiers mondiaux en s'imposant en descente puis en super G où il a dû interrompre un premier passage en raison d'une chute du concurrent précédent. Il est éliminé en super combiné après avoir enfourché lors de la manche de slalom. Dans la suite de la saison, il remporte deux géants à Veysonnaz et un à La Molina pour s'adjuger un deuxième globe de géant consécutif.
Il se blesse à la cheville au début de l'hiver 2019-2020 et manque toute la saison de coupe du monde.
Lors de la saison 2021-2022, il met ses études entre parenthèses pour se concentrer sur les championnats du monde et les jeux paralympiques. Il se blesse au genou en début de saison. Aux mondiaux de Lillehammer, il termine cinquième de la descente avant de terminer troisième en super G et en géant, durant lequel il est remonté de la septième à la troisième place en deuxième manche mais renonce au slalom. Il emmagasine de la confiance avant les jeux paralympiques en s'imposant trois fois en coupe d'Europe à Veysonnaz. Aux jeux, il commence par remporter la médaille de bronze de la descente avant de terminer cinquième du super G. En course pour une médaille lors du combiné, il est éliminé durant la manche de slalom. Il finit cinquième du géant. À son retour, il est à nouveau accueilli dans sa commune de Nendaz.
Aux championnats du monde d'Espot en Espagne, il termine quatrième du super G, puis cinquième de la descente avant de remporter la médaille d'argent du géant après avoir terminé en tête de la première manche.
À l'été 2023, il se fait opérer d'une rupture du ménisque interne et externe et d'un étirement du ligament croisé au niveau du genou gauche et manque toute la saison 2023-2024.

## Palmarès

### Jeux paralympiques
| Édition / Épreuve                   | Descente                               | Super-G                           | Slalom géant                      | Slalom | Combiné alpin |
| ----------------------------------- | -------------------------------------- | --------------------------------- | --------------------------------- | ------ | ------------- |
| Jeux paralympiques 2018 Pyeongchang | Médaille d'or, Jeux paralympiques      | Médaille d'or, Jeux paralympiques | Médaille d'or, Jeux paralympiques | —      | DNF           |
| Jeux paralympiques 2022 Pékin       | Médaille de bronze, Jeux paralympiques | 5e                                | 5e                                | —      | DNF           |

Légende :
- : première place, médaille d'or
- : deuxième place, médaille d'argent
- : troisième place, médaille de bronze
- — : non disputée par Théo Gmür
- DNF : N'a pas terminé

### Championnats du monde
| Édition / Épreuve                                       | Descente             | Super-G                   | Slalom géant              | Slalom | Super combiné |
| ------------------------------------------------------- | -------------------- | ------------------------- | ------------------------- | ------ | ------------- |
| Championnats du monde 2017 Tarvisio                     | —                    | —                         | Médaille d'argent, monde  | DNF    | —             |
| Championnats du monde 2019 Sella Nevea et Kranjska Gora | Médaille d'or, monde | Médaille d'or, monde      | Médaille d'argent, monde  | —      | DNF           |
| Championnats du monde 2022 Lillehammer                  | 5e                   | Médaille de bronze, monde | Médaille de bronze, monde | —      | DNS           |
| Championnats du monde 2023 Espot                        | 5e                   | 4e                        | Médaille d'argent, monde  | —      | —             |

Légende :
- : première place, médaille d'or
- : deuxième place, médaille d'argent
- : troisième place, médaille de bronze
- — : non disputée par Théo Gmür
- DNF : N'a pas terminé
- DNS : N'a pas pris le départ